# Catocala parvula
Catocala parvula là một loài bướm đêm trong họ Erebidae.